# Vulcani Pelagus
Vulcani Pelagus és una característica d'albedo a la superfície de Mart, localitzada amb el sistema de coordenades planetocèntriques a -34.68 ° latitud N i 345 ° longitud E. El nom va ser aprovat per la UAI l'any 1958 i fa referència a la mar de Vulcà, divinitat romana del foc.